# グリュックスブルク
グリュックスブルク（デンマーク語: Lyksborg  ）はドイツ最北端の小さな町。シュレースヴィヒ＝ホルシュタイン州のシュレースヴィヒ＝フレンスブルク郡に属し、フレンスブルク（デンマーク語読みではフレンスボー）の北東にある。人口6,124人。
バルト海の入り江であるフレンスボーフィヨルドの南側にある。フレンスブルクからは北東におよそ10キロメートル。町はもともと、1863年からのデンマーク王家で、1905年からのノルウェー王家であるシュレスヴィヒ・ホルシュタイン・ゾンダーブルク・グリュックスブルク家（または単にグリュックスブルク家）の故地だった。
グリュックスブルクにはドイツ海軍の基地がある。基地の施設の中には送信機、コールサインDHJ58がある。北緯54度50分、東経9度32分に位置するDHJ58は、2002年に長波周波数68.9 kHzでの送信を停止し、2004年に長波アンテナは解体された。

## 宗教
グリュックスブルクには、北ドイツ福音ルター派教会と南シュレースヴィヒデンマーク教会のプロテスタント会衆がある。ドイツ語を話す福音ルーテル教徒は、1960年代までグリュックスブルク城の礼拝堂を使用していた。1963年から1965年にかけて、グリュックスブルク復活教会が墓地の端に建てられた。
グリュックスブルクデンマーク教会は1954年にPaulinenalleeに立てられた。
フレンスブルクの悲しみの聖母教会の教区（Dekanat）に属するカトリックのグリュックスブルク聖ローレンティウス教会はベルクシュトラーセにある。
新使徒教会は財政上の理由で2006年10月に閉鎖され、ミュルヴィクの新使徒教会に組み込まれた。

## 著名人

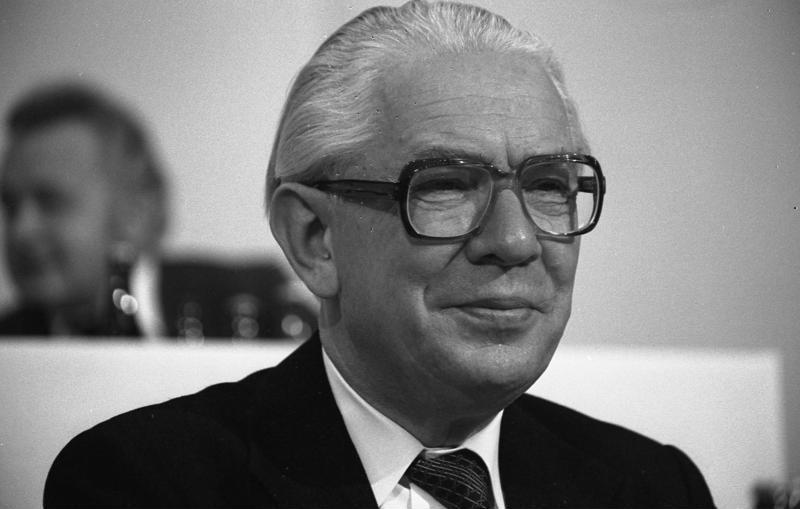
1978年撮影、カイ＝ウヴェ・フォン・ハッセル

- 政治家（CDU）のカイ＝ウヴェ・フォン・ハッセル（1913-1997）は、グリュックスブルク市長、シュレスヴィヒホルシュタイン州首相、ドイツ連邦議会議長などを歴任。
- ギー・ボンシーペ（英語版）（1934年生まれ）、デザイナー兼デザイン理論家。

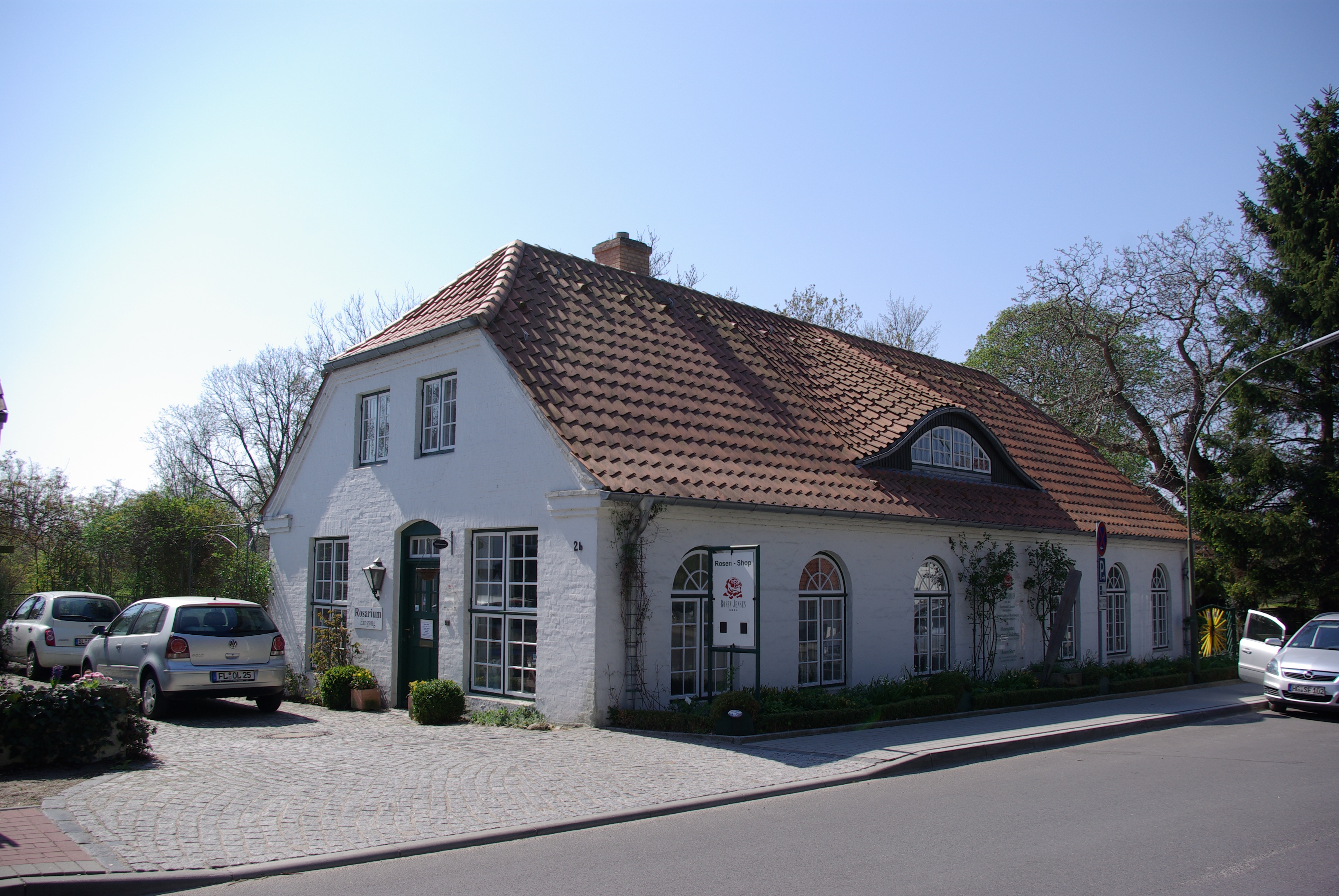
グリュックスブルク

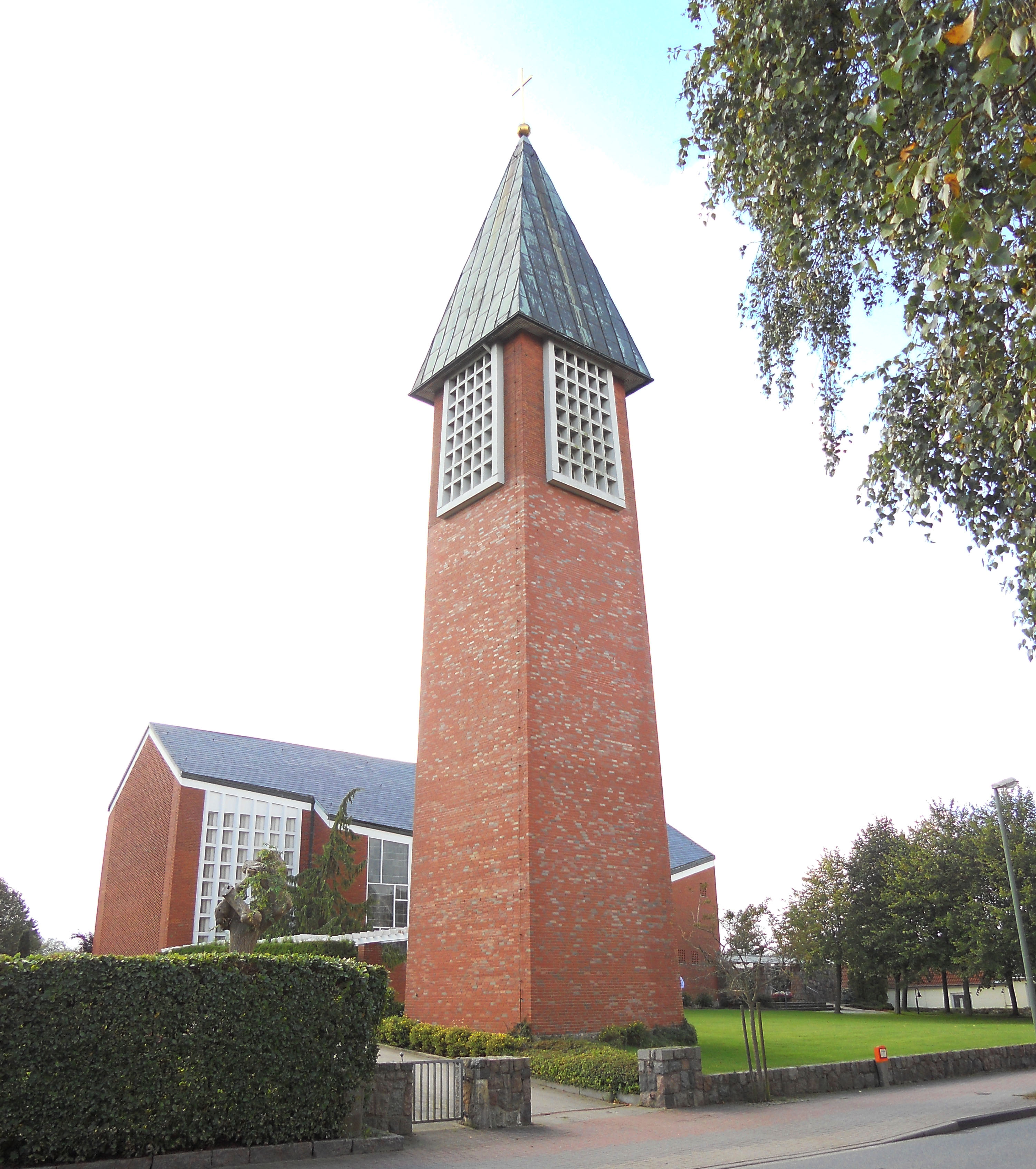
グリュックスブルク復活教会